# RSV Göttingen 05
Rasensportverein Geismar-Göttingen e 05. V. é uma agremiação esportiva alemã, fundada a 30 de junho de 1905, sediada em Göttingen, na Baixa Saxônia, fundada como Göttinger FC 05. O clube era de fato o segundo a ter essa denominação.

## História

SC Gottingen 05

A primeira encarnação do clube homônimo foi em 1898 e o mesmo foi dissolvido em 1903. Um novo clube foi iniciado em 1905. Em 1920, foi renomeada para VfR 05 Göttingen e, em 1921, para 1. SC Göttingen 05. Na maioria de sua existência, o clube existiu localmente no norte da Alemanha. Integrou a Spielverband Westdeutscher entre 1921 e 1933, e após a reorganização do futebol alemão sob a égide do Terceiro Reich, se juntou à Gauliga Niedersachsen. Após a Segunda Guerra Mundial, a equipe foi dissolvida e reformada como Schwarz-Gelb Göttingen. Tomou a denominação de 1. SC Göttingen 05 novamente em 1948 e, ao mesmo tempo, se juntou à primeira divisão, a Oberliga Nord. Nesse módulo a equipe passou dez anos, tendo a sua melhor campanha um quinto lugar, antes de cair para a Amateurliga Niedersachsen-Ost (III).
O Göttingen encaminhou-se para a Regionalliga Nord (II), em 1964-1965, por treze temporadas, obtendo bons resultados como três períodos consecutivos em segundo lugar. O clube, porém, falhou em três tentativas em avançar à Bundesliga através das rodadas de promoção em 1967, 1968 e 1974. 
Até o final dos anos 70 a equipe caiu para o nível III, a Amateuroberliga Nord, ainda fazendo uma última aparição na 2. Bundesliga Nord aparência na temporada 1980-1981, seguida por uma queda à IV divisão em meados da década de 90. 
Um esforço sólido e um primeiro lugar na Niedersachsen Oberliga/Bremem (IV), seguido pelas rodadas de promoção foi desperdiçada quando o clube não pôde obter uma licença, devido à sua precária condição financeira. Em setembro de 2003, o clube estava falido. Seus jogos na Verbandsliga foram, portanto, cancelados.
Um novo, renomeado 1. FC Göttingen 05 surgiu das cinzas e suas equipes jovens voltaram para o campo. Uma fusão foi organizada com o RSV Geismar, o qual precisava de alguma ajuda após ser rebaixado e também ver seu lado financeiro desmoronar. O time recém-unido voltou a atuar em 2005-2006 como RSV Göttingen 05.

## Títulos
- Vice-campeão da Regionalliga Nord: 1966, 1967, 1968;
- Vice-campeão da Oberliga Nord: 1980, 1989, 1991;
- Campeão da Oberliga Bremen/Niedersachsen: 1999, 2001;
- Vice-campeão da Oberliga Bremen/Niedersachsen: 1996;
- Campeão da Landesliga Braunschweig: 2010-2011;